# Durbuy

Durbuy é uma cidade e um município da Bélgica localizado no distrito de Marche-en-Famenne, província de Luxemburgo, região da Valônia.
É conhecida como a "menor cidade do mundo", mas não a mais pequena do mundo . Para explicar de onde vem esta apelação, temos que voltar na Idade Média, quando foi qualificada como "cidade" para facilitar o comércio.